# Guido Van Meel
Guido Van Meel, (Kalmthout, província d'Anvers, 5 de març de 1952) fou un ciclista belga que va competir com amateur. Es va especialitzar en la pista.

## Palmarès
- 1979
  -  Campió de Bèlgica amateur en mig fons
  -  Campió de Bèlgica amateur en madison (amb Etienne Ilegems)
  -  Campió de Bèlgica amateur en persecució per equips
- 1980
  -  Campió de Bèlgica amateur en mig fons
  -  Campió de Bèlgica amateur en derny
  -  Campió de Bèlgica amateur en madison (amb Etienne Ilegems)
  -  Campió de Bèlgica amateur en persecució per equips
- 1981
  -  Campió de Bèlgica amateur en derny
- 1982
  -  Campió de Bèlgica amateur en madison (amb Diederik Foubert)
- 1983
  -  Campió de Bèlgica amateur en persecució per equips